# Sami Al-Jaber
Sami Abdullah Al-Jaber (arabul: سامي الجابر); Rijád, 1972. december 11. –) szaúd-arábiai válogatott labdarúgó, edző. Négy világbajnokságon szerepelt, széleskörben az egyik legismertebb szaúd-arábiai labdarúgónak számít.

## Pályafutása

### Klubcsapatban
1984 és 2003 között az el-Hilál csapatában játszott, melynek színeiben hét alkalommal nyerte meg a szaúdi bajnokságot (1985, 1986, 1988, 1990, 1996, 1998, 2002). 2000-ben kis ideig Angliában szerepelt kölcsönben a Wolverhampton Wanderers együttesénél. 1997-ben a kupagyőztesek Ázsia-kupáját (2002-ben szintén) és az ázsiai szuperkupát, 2000-ben az AFC-bajnokok ligáját nyerte meg csapatával.

### A válogatottban
1992 és 2006 között 156 alkalommal játszott a szaúd-arábiai válogatottban és 46 gólt szerzett, ezzel Medzsid Abdullah után a második legeredményesebb játékos. Részt vett az 1994-es, az 1998-as, a 2002-es és a 2006-os világbajnokságon,  az 1992-es, az 1995-ös konföderációs kupán és az 1997-es konföderációs kupán, illetve az 1992-es, az 1996-os és a 2000-es Ázsia-kupán.

## Sikerei, díjai
el-Hilál
- Szaúd-arábiai bajnok (5):  1989–90, 1995–96, 1997–98, 2001–02, 2004–05
- AFC-bajnokok ligája győztes (1): 2000
- Kupagyőztesek Ázsia-kupája győztes (2): 1996–97, 2001–02
- Ázsiai szuperkupa (1): 1997

Szaúd-Arábia
- Ázsia-kupa győztes (1): 1996
- Konföderációs kupa döntős (1): 1992

## Lásd még
- Legalább százszoros válogatott labdarúgók listája